# O.co
Overstock (anciennement O.co) (NASDAQ : OSTK) est une entreprise de commerce électronique américaine basée à Cottonwood Heights, Utah

## Histoire
Créée par Robert Brazell en 1997, sur le nom D2: Discounts Direct,, c'était un vendeur de pionnier en ligne de marchandises en surplus qui, après son échec en 1999, a été acquis par Patrick Byrne et relancé comme Overstock.com.